# Valgerd Svarstad Haugland
Valgerd Svarstad Haugland, född 23 augusti 1956 i Kvams kommun i dåvarande Hordaland fylke, är en norsk politiker från Kristelig Folkeparti. Hon var partiledare för partiet 1994-2004.